# Łotewska Droga
Łotewska Droga (łot. Latvijas Ceļš, LC) – liberalna partia polityczna na Łotwie, jeden z podmiotów centroprawicowej koalicji rządzącej krajem od 2007 do 2009, następnie część zjednoczonej partii LPP/LC.

## Historia
Łotewska Droga powstała 25 września 1993 jako ugrupowanie założone przez dawnych członków Frontu Ludowego Łotwy o poglądach umiarkowanych oraz część dawnej emigracji łotewskiej (m.in. Gunarsa Meierovicsa). Partia wygrała pierwsze wolne wybory do Sejmu w 1993 uzyskując 32,4% i stała się wiodącą częścią rządzącej koalicji. Jej członkowie pełnili kilkakrotnie funkcje premierów: Valdis Birkavs (1993–1994), Māris Gailis (1994–1995), Vilis Krištopans (1998–1999) i Andris Bērziņš (2000–2002). 
W kolejnych wyborach poparcie dla partii znacząco malało (14.6% w 1995; 18,0% w 1998), aż w 2002 znalazła się poza Sejmem. W wyborach z 2006 LC startowała w koalicji z Pierwszą Partią Łotwy uzyskując w Sejmie 5 mandatów i stając się częścią obozu rządzącego. Od grudnia 2007 jej lider Ivars Godmanis był po raz drugi premierem Łotwy. W 2007 ugrupowanie połączyło się oficjalnie z chrześcijańsko-narodową Pierwszą Partią Łotwy. W marcu 2009 zjednoczona już LPP/LC opuściła centroprawicową koalicję rządzącą Łotwą, zaś w grudniu 2011 uległa rozwiązaniu. 
Partia była stowarzyszona z międzynarodówką liberalną. W Parlamencie Europejskim reprezentował ją zasiadający w klubie Liberałów i Demokratów były minister spraw zagranicznych Georgs Andrejevs. Od 2009 do 2011 posłem LPP/LC w Strasburgu był Ivars Godmanis.